# Oseltamiwir
Oseltamiwir – organiczny związek chemiczny, lek przeciwwirusowy będący selektywnym inhibitorem neuraminidazy – enzymu wirusa grypy. Jest stosowany w leczeniu i profilaktyce grypy A i B.
Lek podawany jest doustnie w postaci kapsułek lub zawiesiny uzyskiwanej przez rozpuszczenie proszku w wodzie.
Jest najskuteczniejszy przy jak najszybszym rozpoczęciu leczenia, które powinno rozpocząć się w ciągu 48 h od wystąpienia objawów. Po tym okresie zaleca się podawać go jedynie w ciężkich przypadkach, gdyż u osób w ogólnie dobrym stanie zdrowia nie przynosi poprawy. Przyjmuje się go przez 5 dni. Nie zaleca się stosowania go u osób z zaburzeniami czynności nerek. Jego stosowanie jest kontrowersyjne, gdyż korzyści z jego stosowania są niewielkie. Działania niepożądane, do których należą nudności, wymioty, zaburzenia psychiatryczne i zaburzenia czynności nerek, uważane są za przeważające nad korzyściami. Znajduje się na liście leków podstawowych Światowej Organizacji Zdrowia, jednak w 2017 r. został przeniesiony do zestawu leków uzupełniających.

## Skuteczność w zastosowaniach klinicznych

### Grypa
W metaanalizie z 2015 roku wykazano skuteczność działania oseltamiwiru w kontekście skrócenia trwania objawów grypy o ok. 19 godzin oraz gorączki – o 20,5 godz. w porównaniu do grupy kontrolnej. Zastosowanie oseltamiwiru pozwoliło na zmniejszenie ryzyka hospitalizacji i wykorzystania antybiotyków w późniejszych etapach choroby. Zaobserwowano również mniejsze ryzyko rozwoju komplikacji, w tym ostrego zapalenia ucha środkowego; nie zaobserwowano różnicy w przypadku zapalenia płuc.

## Stosowanie podczas ciąży i laktacji

### Wpływ na ciążę i karmienie piersią

#### Ciąża
Braku jest kontrolowanych badań klinicznych dotyczących stosowania oseltamiwiru u kobiet w ciąży. Dane takie zbierano jednak podczas badań po wprowadzeniu do obrotu i badań obserwacyjnych. Nie wskazują one na bezpośrednie lub pośrednie szkodliwe działania na rozwój ciąży, zarodka/płodu lub na rozwój pourodzeniowy. Kobiety w ciąży mogą przyjmować oseltamiwir, po rozważeniu dostępnych danych o bezpieczeństwie, patogenności krążącego szczepu wirusa grypy i choroby zasadniczej u kobiety w ciąży.

#### Karmienie piersią
Dane dotyczące dzieci karmionych piersią przez matki przyjmujące oseltamiwir oraz wydzielania oseltamiwiru do mleka matki są bardzo ograniczone. Wskazują one, że oseltamiwir i jego aktywny metabolit były wykrywane w mleku matki, jednak ich stężenia były na tyle niskie, że dawka u niemowlęcia karmionego piersią byłaby subterapeutyczna. Biorąc pod uwagę powyższe informacje, patogenność krążącego wirusa grypy oraz chorobę zasadniczą kobiety karmiącej piersią, można rozważyć podawanie oseltamiwiru, jeśli istnieją istotne potencjalne korzyści dla karmiącej piersią matki.

### Leczenie grypy u kobiet w ciąży
Dane z badań po wprowadzeniu leku do obrotu i z badań obserwacyjnych wskazują na korzyści wynikające z niższej zachorowalności/śmiertelności podczas stosowania oseltamiwiru. Wyniki z analiz farmakokinetycznych wskazują obniżoną ekspozycję na aktywny metabolit, nie zaleca się jednak korekty dawki w leczeniu lub profilaktyce grypy u kobiet w ciąży.
Zbiorcza analiza danych farmakokinetycznych wskazuje, że schemat dawkowania oseltamiwiru, prowadzi do niższej (średnio o 30% dla wszystkich trymestrów) ekspozycji na aktywny metabolit u kobiet w ciąży w porównaniu z kobietami niebędącymi w ciąży. Niższa przewidywalna ekspozycja jednak działa terapeutycznie na różne szczepy wirusa grypy. Istnieją ponadto dowody z badań obserwacyjnych wskazujące na korzyści, jakie ta populacja może odnieść ze stosowania oseltamiwiru. Nie zaleca się zatem korekty dawek w leczeniu lub profilaktyce grypy u kobiet w ciąży.

## Preparaty handlowe
- preparat oryginalny: Tamiflu (Roche)[1][6].
- preparaty generyczne: Tamivil 75 mg[6], Ebilfumin, Segosana[7], Oseltamivir[1].